# Burges
Burges (em francês: Bourges) é uma comuna francesa na região administrativa do Centro, no departamento Cher. Estende-se por uma área de 68,74 km². Em 2010 a comuna tinha 66 741 habitantes (densidade: 970,9 hab./km²).100 hab/km².
Era chamada de Avárico (em latim: Avaricum) durante o período romano.